# David Brown (friidrottare)
David Brown, född 
19 oktober 1992 i 
Kansas City i Kansas i USA är en amerikansk friidrottare
som tävlar i  kortdistanslöpning. Han är blind och tävlar i klass B1.
Brown diagnostiserades med  Kawasakis sjukdom som liten och drabbades av glaukom. Han blev helt blind när han var 13 år gammal. Brown flyttade med sin mor till Saint Louis för att studera och på Missouri School for the Blind och började idrotta. Han provade både brottning och  goalball innan han började med friidrott.
Brown ställde upp på 100 och 200 meter vid paralympiska sommarspelen 2012 i London men tog sig inte till finalen.
Han var favorit inför  världmästerskapen i parafriidrott i Doha i Qatar år 2015 där han tog hem en guldmedalj på 100 meter.
Vid paralympiska sommarspelen 2016 i Rio de Janeiro vann
Brown guld på 100 meter tillsammans med sin ledsagare Jerome Avery på den nya rekordtiden 10,99 sekunder. Paret ställde också upp på 200 och 400 meter men tog sig inte till final.